# Campionato asiatico maschile di pallacanestro 1995
Il 18º Campionato Asiatico Maschile di Pallacanestro FIBA si è svolto dal 17 giugno al 26 giugno 1995 a Seul in Corea del Sud.
I Campionati asiatici maschili di pallacanestro sono una manifestazione biennale tra le squadre nazionali del continente, organizzata dalla FIBA Asia.

## Squadre partecipanti
| Gruppo A                                           | Gruppo B                                                       | Gruppo C                                                | Gruppo D                                                            |
| -------------------------------------------------- | -------------------------------------------------------------- | ------------------------------------------------------- | ------------------------------------------------------------------- |
| - Cina - Kirghizistan - India - Kuwait - Giordania | - Corea del Sud - Emirati Arabi Uniti - Filippine - Uzbekistan | - Giappone - Kazakistan - Iran - Thailandia - Indonesia | - Taipei cinese - Arabia Saudita - Malaysia - Hong Kong - Sri Lanka |

## Classifica finale
| Rank | Team                | Record |
| ---- | ------------------- | ------ |
|      | Cina                | 9–0    |
|      | Corea del Sud       | 6–2    |
|      | Giappone            | 7–2    |
| 4    | Taipei cinese       | 6–3    |
| 5    | Kazakistan          | 6–2    |
| 6    | Arabia Saudita      | 4–4    |
| 7    | Uzbekistan          | 3–4    |
| 8    | Kirghizistan        | 3–5    |
| 9    | Emirati Arabi Uniti | 5–2    |
| 10   | Iran                | 5–3    |
| 11   | Kuwait              | 4–4    |
| 12   | Filippine           | 2–5    |
| 13   | India               | 4–4    |
| 14   | Malaysia            | 3–5    |
| 15   | Hong Kong           | 2–6    |
| 16   | Thailandia          | 1–7    |
| 17   | Giordania           | 2–4    |
| 18   | Indonesia           | 1–5    |
| 19   | Sri Lanka           | 0–6    |